# Ghana i 4 dele. Fisk begynder med f
Ghana i 4 dele. Fisk begynder med f er en dansk dokumentarfilm fra 1994 med instruktion og manuskript af Trille.

## Handling
Småbørnshistorie i fire dele om drengen Lareya, der bor i en lille fiskerby i Ghana. Familien er fattig, og Lareya vil derfor hellere hjælpe sin far og storebror med at fiske end gå i skole. Han kan ikke se pointen i at skulle læse og skrive. Men da han møder en jævnaldrende pige, der ser anderledes på den sag, bliver han alligevel motiveret. Da pigen flytter til en anden by og forærer ham sine skolemøbler, bliver det endnu mere vigtigt for ham at mestre skrivekunsten. Så kan de nemlig blive pennevenner.